# Arquidiócesis de Montpellier
La arquidiócesis de Montpellier (en latín: Archidioecesis Montis Pessulani y en francés: Archidiocèse de Montpellier) es una circunscripción eclesiástica de la Iglesia católica en Francia. Se trata de una arquidiócesis latina, sede metropolitana de la provincia eclesiástica de Montpellier. Desde el 9 de julio de 2022 su arzobispo es Norbert José Henri Turini. Desde el 16 de junio de 1877 el arzobispo lleva los títulos de: Lodève (en latín: Lotevensis), Béziers (en latín: Biterrensis), Agda (en latín: Agathensis) y Saint-Pons-de-Thomières (en latín: Sancti Pontii Thomeriarum).

## Territorio y organización

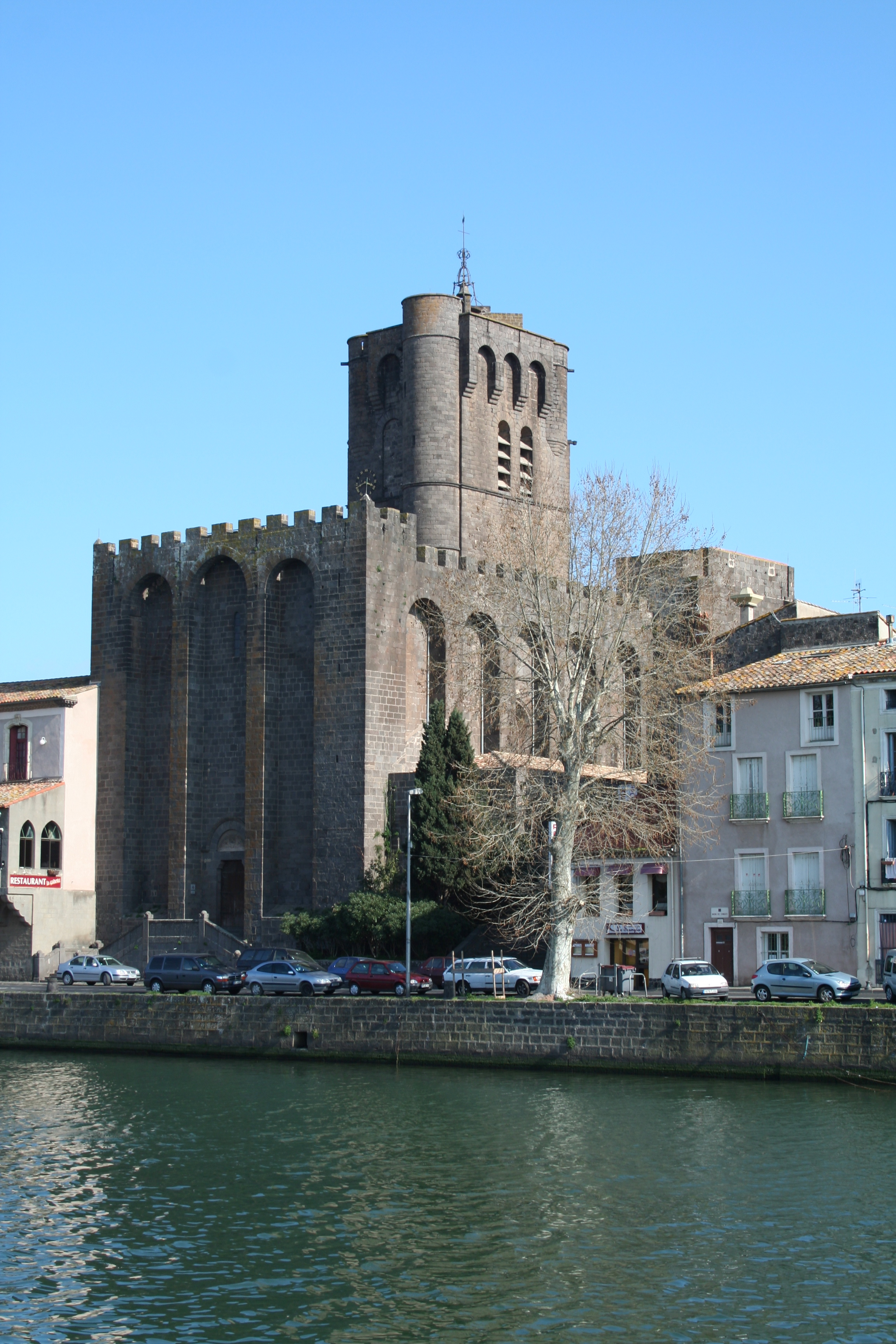
Excatedral de San Esteban, en Agda

La arquidiócesis tiene 6101 km² y extiende su jurisdicción sobre los fieles católicos de rito latino residentes en el departamento de Hérault en la región de Occitania.

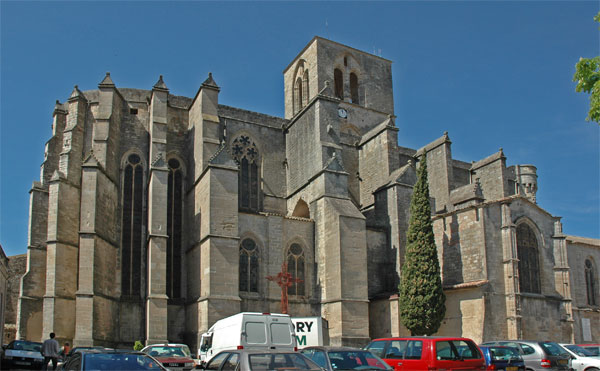
Excatedral de San Fulcrán, en Lodève

La sede de la arquidiócesis se encuentra en la ciudad de Montpellier, en donde se halla la Catedral de San Pedro y la basílica de Notre-Dame des Tables. Dentro del territorio de la arquidiócesis existen 5 excatedrales:
- San Esteban, en Agda;
- San Fulcrán, en Lodève;
- San Nazario, en Béziers;
- San Pedro, en Villeneuve-lès-Maguelone;
- San Poncio, en Saint-Pons-de-Thomières.

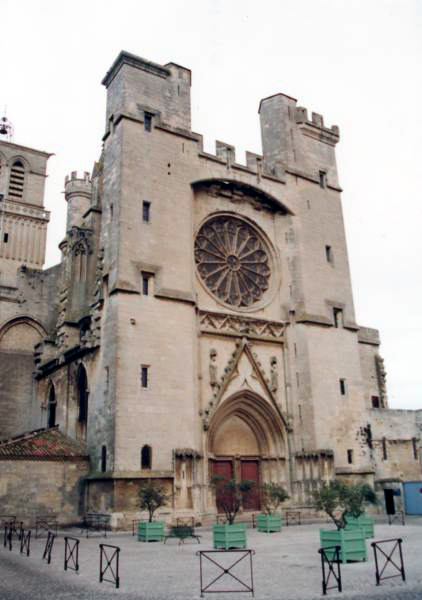
Excatedral de San Nazario, en Béziers

La arquidiócesis tiene como sufragáneas a las diócesis de Carcasona y Narbona, Mende, Nimes y Perpiñán-Elna.

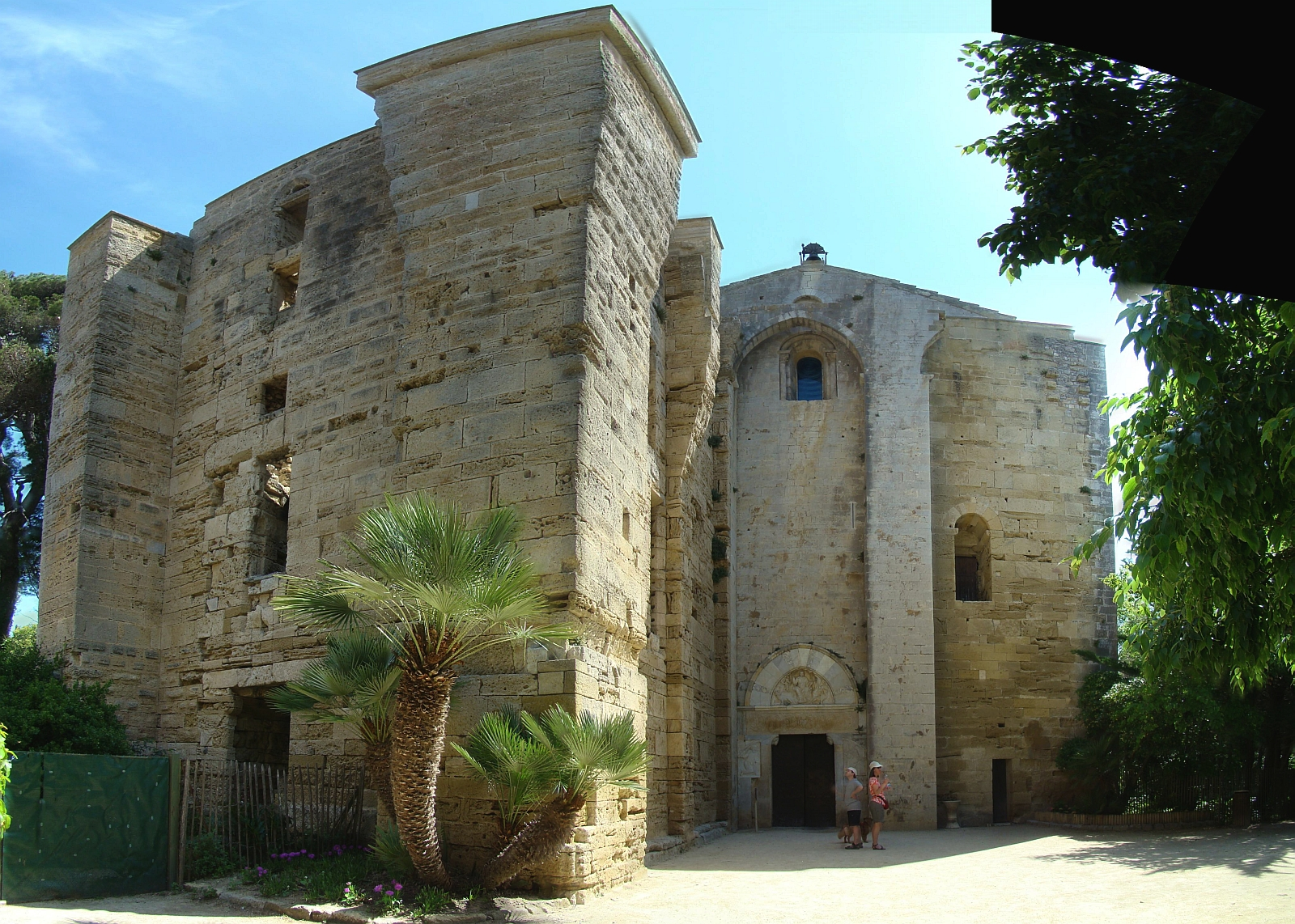
Excatedral de San Pedro, en Villeneuve-lès-Maguelone

En 2021 en la arquidiócesis existían 62 parroquias agrupadas en 10 sectores.

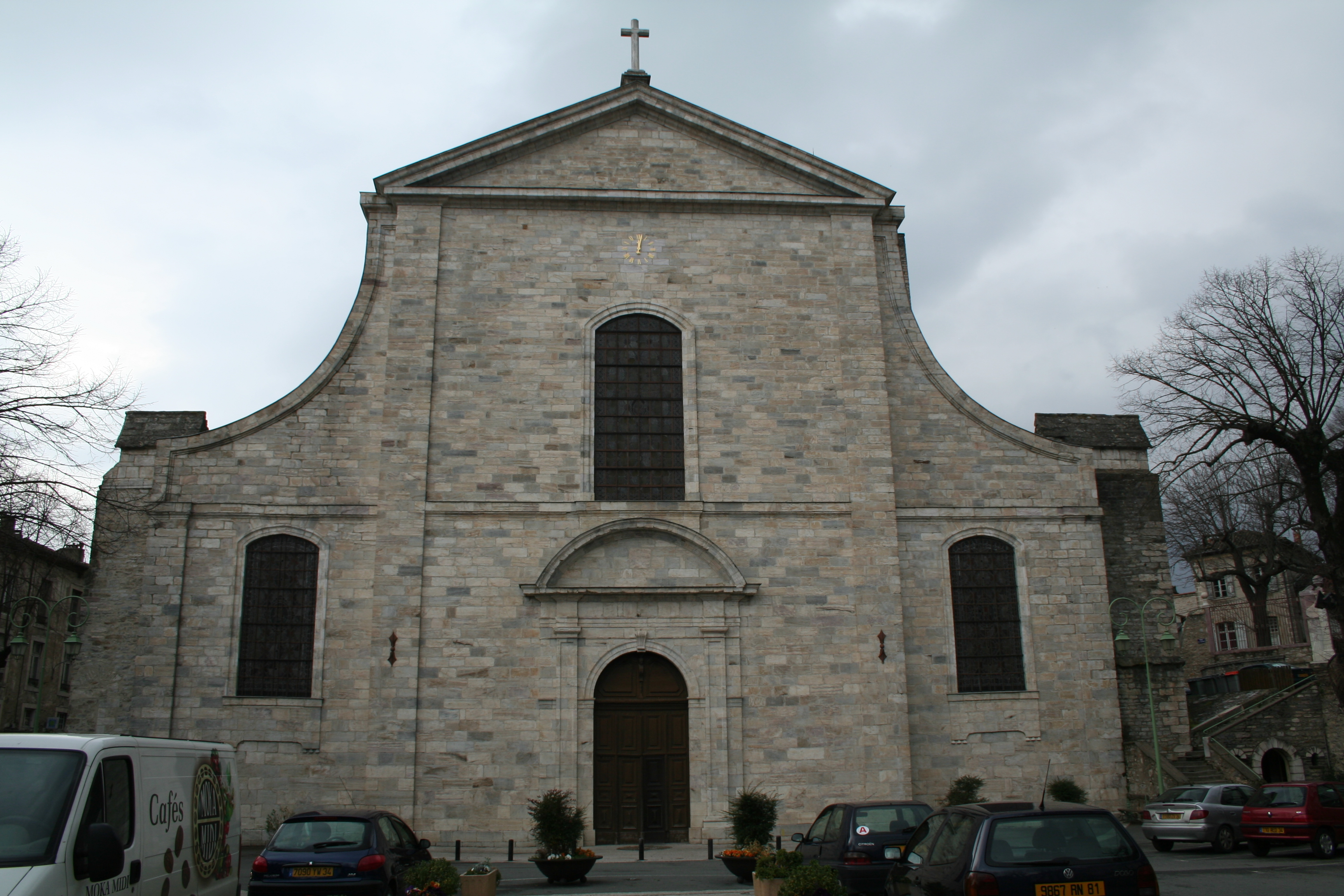
Excatedral de San Poncio, en Saint-Pons-de-Thomières

## Historia

### Sede de Maguelone
La diócesis de Montpellier tiene su origen en la antigua diócesis de Maguelone, erigida en el siglo VI con territorio obtenido del de la diócesis de Nimes. El primer obispo de Maguelone, del que hay constancia histórica, fue Boecio, que estuvo representado en el Concilio de Toledo y participó en el Concilio de Narbona, ambos en 589. Originalmente la sede era sufragánea de la arquidiócesis de Narbona.
Maguelone fue completamente destruida durante las guerras entre Carlos Martel y los sarracenos. Luego la sede de la diócesis fue trasladada a Substantion, pero el obispo Arnaud la llevó de nuevo a Maguelone en el siglo XI después de haber reconstruido la ciudad.
Los dos pueblos de Montpellier y Montpellieret se fueron desarrollando poco a poco cerca de Maguelone. Según la leyenda, estos pueblos eran propiedad de las dos hermanas de san Fulcrán, obispo de Lodève, en el siglo X. Hacia el año 975 se los cedieron a Ricuin, obispo de Maguelone. Es seguro que alrededor del año 990 Ricuin poseía estos dos pueblos; se quedó con Montpellieret y se lo dio como feudo a la familia Guillems. En 1085 Pierre, conde de Substantion y Mauguio, se convirtió en vasallo de la Santa Sede para este condado y tuvo el derecho de elección de los obispos de Maguelone. El papa Urbano II encargó al obispo de Maguelone ejercer la soberanía papal sobre el condado y pasó cinco días en la ciudad durante su viaje a Francia para predicar la Primera Cruzada. En 1215 el papa Inocencio III concedió el condado de Mauguio (o Melgueil) como feudo al obispo de Maguelone, que luego se convirtió en obispo-conde.
Desde entonces los obispos de Maguelone tuvieron derecho a acuñar moneda. El papa Clemente IV reprendió en 1266 al obispo Bérenger de Frédol, quien había acuñado una moneda llamada "Miliarensis", en la que estaba impreso el nombre de Mahoma; de hecho, en aquella época el obispo, junto con el rey de Aragón y el conde de Toulouse, habían autorizado la acuñación de monedas árabes, no para su circulación en Maguelone, sino para su exportación.
En julio de 1204 Montpellier pasó a posesión de Pedro II de Aragón, yerno del último descendiente de los Guillem; Jaime I de Aragón, hijo de Pedro II, unió las ciudades al Reino de Mallorca. En 1292 Bérenger de Frédol, obispo de Maguelone, cedió Montpellier a Felipe IV de Francia. Jaime III de Mallorca vendió Montpellier a Felipe VI en 1349 y la ciudad, excepto durante el período de 1365 a 1382, fue francesa desde entonces.
Urbano V había estudiado teología y derecho canónico en Montpellier y fue coronado papa por el cardenal Andouin Aubert, sobrino de Inocencio VI y obispo de Maguelone de 1352 a 1354; en consecuencia, el favor de Urbano V hacia esta diócesis creció enormemente. En 1364 fundó el monasterio benedictino de San Germán en Montpellier y fue personalmente a Montpellier para visitar la nueva iglesia (9 de enero-8 de marzo de 1367). Quería rodear la ciudad de murallas para que los estudiantes pudieran vivir con seguridad y comenzó a trabajar en un canal de comunicación entre Montpellier y el mar.

#### Iglesia catedral
Se sucedieron tres iglesias, construidas una tras otra en el mismo lugar, con el título de Iglesia Catedral de Maguelone. La primera data del siglo|V||}}/VI y fue transformada en mezquita por los sarracenos cuando se apoderaron de Maguelone a principios del siglo VIII. Fue destruida por orden de Carlos Martel, cuando los francos arrebataron la isla a los sarracenos (737). La erección de la segunda, sobre las ruinas de la primera, se debió al obispo Arnaud (obispo de 1030 a 1060), que la reconstruyó, ampliándola y dotándola de un capítulo regular compuesto de canónigos puestos bajo la autoridad de un preboste. De este nuevo edificio sólo queda hoy la capilla de San Agustín, situada en el lado sur del edificio actual. Finalmente, en el siglo XII, la Catedral de Arnaud fue demolida, se construyó una nueva con nuevos edificios capitulares, entre ellos en particular un claustro de dos pisos y alojamiento para el obispo. El nuevo altar mayor fue consagrado en 1162 durante el episcopado de Jean de Montlaur. Dedicado a los santos Pedro y Pablo, este edificio religioso ha sobrevivido, aunque con numerosas mutilaciones, hasta hoy.

### Sede de Montpellier
A petición del rey Francisco I de Francia, que se quejaba de las epidemias y de las incursiones piratas que amenazaban constantemente a Maguelone, el papa Paulo III trasladó la sede a Montpellier el 27 de marzo de 1536 mediante la bula In eminenti militantis. La iglesia del monasterio de San Benito y San Germán, fundada en 1364, fue erigida como catedral.
El calvinismo fue introducido en Montpellier en febrero de 1560 por el pastor Guillaume Mauget y las consiguientes guerras de religión tuvieron graves repercusiones para la ciudad. Durante el reinado de Enrique III se estableció una especie de república calvinista. La ciudad fue reconquistada por Luis XIII en octubre de 1622.
El obispo Colbert de Croissy (1696-1738) apoyó al oratoriano François-Aimé Pouget, quien en 1702 compuso el famoso "Catecismo de Montpellier", condenado por la Santa Sede en 1712 y 1721 por sus doctrinas jansenistas.
Después de 1789, debido a la Revolución francesa, De Malide tuvo que abandonar la diócesis y fue exiliado a Inglaterra, desde donde continuó siguiendo su diócesis, que había confiado a dos sacerdotes de confianza, y a los numerosos sacerdotes diocesanos dispersos por toda Europa. Antes del concordato de 1801, el papa Pío VII pidió a los obispos exiliados que renunciaran al gobierno pastoral de la diócesis. Aunque dispuesto a aceptar la petición del pontífice, el obispo de Montpellier se adaptó a la opinión de los otros doce obispos franceses exiliados en Inglaterra, que no aceptaron dimitir. Manteniendo su título, De Malide pidió a los fieles de la diócesis que obedecieran a su nuevo obispo, pero sin embargo una pequeña minoría (les purs) no quiso reconocer a nadie más que a él.
Cuando el concordato de 1801 redefinió las diócesis francesas, el territorio del departamento de Tarn fue también atribuido a Montpellier, que fue cedido en 1822 con vistas a la erección de la arquidiócesis de Albi; y de 1802 a 1822, Montpellier fue sufragánea de la arquidiócesis de Toulouse. En 1822 pasó a formar parte de la provincia eclesiástica de la arquidiócesis de Aviñón.
Con la bula Qui Christi Domini del papa Pío VII del 29 de noviembre de 1801, las diócesis de Béziers, Agda, Lodève y Saint-Pons fueron suprimidas y su territorio incorporado al de la diócesis de Montpellier. Un breve de 16 de junio de 1877 permitió a los obispos de Montpellier unir los títulos de estas cuatro diócesis suprimidas con los suyos propios.
El 8 de diciembre de 2002, con la reorganización de los distritos eclesiásticos franceses, la diócesis fue elevada al rango de arquidiócesis metropolitana.

## Estadísticas
Según el Anuario Pontificio 2022 la arquidiócesis tenía a fines de 2021 un total de 844 300 fieles bautizados.
| Año                                                                             | Población            | Población | Población      | Sacerdotes | Sacerdotes    | Sacerdotes    | Bautizados por sacerdote | Diáconos permanentes | Religiosos | Religiosos | Parroquias |
| Año                                                                             | Bautizados católicos | Total     | % de católicos | Total      | Clero secular | Clero regular | Bautizados por sacerdote | Diáconos permanentes | Varones    | Mujeres    | Parroquias |
| ------------------------------------------------------------------------------- | -------------------- | --------- | -------------- | ---------- | ------------- | ------------- | ------------------------ | -------------------- | ---------- | ---------- | ---------- |
| 1950                                                                            | 440 000              | 461 000   | 95.4           | 462        | 350           | 112           | 952                      |                      | 112        | 1023       | 416        |
| 1970                                                                            | 525 000              | 591 397   | 88.8           | 466        | 363           | 103           | 1126                     |                      | 209        | 1156       | 410        |
| 1980                                                                            | 600 000              | 648 202   | 92.6           | 548        | 381           | 167           | 1094                     | 1                    | 167        | 842        | 416        |
| 1990                                                                            | 675 000              | 721 000   | 93.6           | 415        | 299           | 116           | 1626                     | 3                    | 196        | 736        | 385        |
| 1999                                                                            | 601 626              | 794 603   | 75.7           | 370        | 247           | 123           | 1626                     | 15                   | 178        | 636        | 324        |
| 2000                                                                            | 670 000              | 900 000   | 74.4           | 373        | 248           | 125           | 1796                     | 17                   | 181        | 488        | 324        |
| 2001                                                                            | 670 000              | 900 000   | 74.4           | 345        | 221           | 124           | 1942                     | 18                   | 179        | 475        | 166        |
| 2002                                                                            | 670 000              | 900 000   | 74.4           | 272        | 215           | 57            | 2463                     | 19                   | 109        | 505        | 162        |
| 2003                                                                            | 670 000              | 900 000   | 74.4           | 318        | 212           | 106           | 2106                     | 22                   | 155        | 495        | 173        |
| 2004                                                                            | 670 000              | 1 000     | 67.0           | 348        | 223           | 125           | 1925                     | 23                   | 174        | 485        | 166        |
| 2013                                                                            | 745 518              | 1 050 026 | 71.0           | 282        | 174           | 108           | 2643                     | 36                   | 146        | 344        | 64         |
| 2016                                                                            | 853 571              | 1 104.621 | 77.3           | 271        | 166           | 105           | 3149                     | 40                   | 115        | 280        | 63         |
| 2019                                                                            | 865 225              | 1 130 750 | 76.5           | 247        | 141           | 106           | 3502                     | 42                   | 116        | 280        | 62         |
| 2021                                                                            | 844 300              | 1 176 000 | 71.8           | 250        | 148           | 102           | 3377                     | 35                   | 112        | 240        | 62         |
| Fuente: Catholic-Hierarchy, que a su vez toma los datos del Anuario Pontificio. |                      |           |                |            |               |               |                          |                      |            |            |            |

## Episcopologio

### Sede de Maguelone
- Boezio † (mencionado en 589)
- Genesio † (antes de 597-después de 633)
- Gumildo † (mencionado en 672 o 673)
- Vincenzo † (mencionado en 683)
- Giovanni † (mencionado en 788 o 791)
- Ricuino I † (antes de 812-después de 817?)[nota 3]
- Argemiro † (mencionado en 818 o 819)
- Stabello (Stabile) † (antes de 821-después de 823)[nota 4]
- Maldomaro † (mencionado en 867)[nota 5]
- Abbo † (antes de 875-después de 897)
- Gontario † (antes de 906-después de 909)
- Ponzio † (antes de 937-después de 947)
- Ricuino II † (mencionado en 975)
- Pierre de Melgueil † (antes de 999-después de noviembre de 1025)
- Arnaud I † (circa 1030-circa 27 de junio de 1060 falleció)
  - Bertrand I † (1061-después de agosto de 1079 depuesto) (ilegítimo)
- Godefroi (o Geoffroi) † (1080-22 de diciembre de 1103 falleció)
- Gautier de Lille † (1104-6 de diciembre de 1128 falleció)
- Raimond † (antes de agosto de 1129-31 de diciembre de 1158 falleció)
- Jean de Montlaur I † (1159-24 de febrero de 1190 falleció)
- Guillaume de Raimond † (1190-17 de enero de 1195 falleció)
- Guillaume de Fleix † (7 de marzo de 1195-13 de diciembre de 1202 falleció)
- Guillaume d'Autignac (o Antignac) † (1203-21 de junio de 1216 falleció)
- Bernard de Mèze † (9 de julio de 1216-25 de diciembre de 1230 falleció)
- Jean de Montlaur II † (1 de agosto de 1234 consagrado-7 de mayo de 1247 falleció)
- Reinier Saccoin, O.P. † (julio de 1247-13 de enero de 1249 falleció)
- Pierre de Conques † (1 de marzo de 1249-7 de abril de 1256 falleció)
- Guillaume Christophe † (3 de mayo de 1256-14 de enero de 1263 falleció)
- Bérenger de Frédol † (1263-5 de enero de 1296 falleció)
- Gaucelin de La Garde † (10 de agosto de 1296-12 de marzo de 1304 falleció)
- Pierre de Lévis de Mirepoix † (22 de enero de 1306-29 de julio de 1309 nombrado obispo de Cambrai)
- Jean Raimond de Comminges † (29 de julio de 1309-13 de noviembre de 1317 nombrado arzobispo de Toulouse)
- Gaillard Saumate † (12 de noviembre de 1317-8 de febrero de 1318 nombrado arzobispo de Arlés)
- André de Frédol † (8 de febrero de 1318-29 de febrero de 1328 falleció)
- Jean de Vissec † (14 de marzo de 1328-28 de agosto de 1334 falleció)
- Pectin de Montesquieu † (12 de septiembre de 1334-27 de enero de 1339 nombrado arzobispo de Albi)
- Arnaud de Verdale † (15 de marzo de 1339-23 de diciembre de 1352 falleció)
- Andouin Aubert † (30 de enero de 1353-15 de febrero de 1353 renunció)
- Durand de Chapelles † (15 de mayo de 1353-enero de 1361 falleció)
- Pierre de Canillac † (29 de enero de 1361-7 de julio de 1361 falleció)
- Dieudonné de Canillac, O.S.B. † (2 de agosto de 1361-1366 falleció)
- Gaucelin de Déaux (Dreux) † (5 de marzo de 1367-31 marzo o 9 de agosto de 1373 falleció)
- Pierre de Vernols, O.S.B. † (13 de agosto de 1373-3 de octubre de 1389 falleció)
- Antoine de Lovier † (19 de octubre de 1389-23 de octubre de 1405 falleció)
- Pierre Adhémar † (20 de noviembre de 1405-1418 falleció)
- Beato Louis Aleman † (22 de junio de 1418-3 de diciembre de 1423 nombrado arzobispo de Arlés)
- Guillaume Forestier, O.S.B. † (3 de diciembre de 1423-11 de febrero de 1429 nombrado obispo de Gap)
- Léger Saporis d'Eyragues † (11 de febrero de 1429-circa de abril de 1431 falleció)
- Bertrand Robert † (27 de junio de 1431-1432 falleció)
- Robert de Rouvres † (6 de marzo de 1433-16 de julio de 1453 falleció)
- Maur de Valleville † (19 de diciembre de 1453-28 de febrero de 1471 falleció)
- Jean Bonald † (14 de febrero de 1472-15 de agosto de 1487 falleció)
- Guillaume Le Roy de Chavigny † (1 de octubre de 1487-1488 falleció)
- Izarn Barrière † (5 de noviembre de 1490-19 de abril de 1498 falleció)
  - Raymond Pérault, O.E.S.A. † (4 de julio de 1498-18 de marzo de 1499 renunció) (administrador apostólico)
- Guillaume Pellicier I † (18 de marzo de 1499-1526 renunció)
- Guillaume Pellicier II † (26 de julio de 1526-27 de marzo de 1536 transferido a Montpellier[nota 6])

### Sede de Montpellier
- Guillaume Pellicier II † (27 de marzo de 1536-25 de enero de 1568 falleció)
  - Sede vacante (1568-1570)
- Pierre de Rouillie † (19 de julio de 1570-? renunció)
- Antoine de Subjet de Cardot † (24 de octubre de 1572-8 de noviembre de 1596 falleció)
- Guitard de Ratte † (26 de marzo de 1597-7 de agosto de 1602 falleció)
- Jean Garnier, O.S.B. † (11 de diciembre de 1602-15 de septiembre de 1607 falleció)
- Pierre Fenolliet (o Fenouillet) † (10 de septiembre de 1608-24 de noviembre de 1652 falleció)
  - Sede vacante (1652-1656)[nota 7]
- François Bosquet † (31 de enero de 1656-24 de junio de 1676 falleció)
- Charles de Pradel † (24 de junio de 1676 por sucesión-17 o 19 de septiembre de 1696 falleció)
- Charles-Joachim Colbert de Croissy † (14 de enero de 1697-8 de abril de 1738 falleció)
- Georges-Lazare Berger de Charancy † (3 de septiembre de 1738-14 de febrero de 1748 falleció)
- Louis-François-Renaud de Villeneuve † (16 de septiembre de 1748-24 de enero de 1766 falleció)
- Raymond de Durfort † (6 de agosto de 1766-14 de abril de 1774 renunció[nota 8])
- Joseph-François de Malide † (9 de mayo de 1774-1802 removido[nota 9])
- Jean-Louis-Simon Rollet † (10 de noviembre de 1802-17 de junio de 1806 renunció)
- Nicolas-Marie Fournier de la Contamine † (26 de agosto de 1806-29 de diciembre de 1834 falleció)
- Charles-Thomas Thibault † (24 de julio de 1835-4 de mayo de 1861 falleció)
- François-Marie-Joseph Lecourtier † (22 de julio de 1861-12 de enero de 1874 renunció[nota 10])
- François-Marie-Anatole de Rovérié de Cabrières † (16 de enero de 1874-21 de diciembre de 1921 falleció)
- René-Pierre Mignen † (3 de agosto de 1922-21 de julio de 1931 nombrado arzobispo de Rennes)
- Gabriel Brunhes † (20 de mayo de 1932-24 de febrero de 1949 falleció)
- Jean Duperray † (24 de febrero de 1949 por sucesión-25 de octubre de 1957 falleció)
- Cyprien-Louis-Pierre-Clément Tourel † (24 de febrero de 1958-15 de mayo de 1976 renunció)
- Louis Antoine Marie Boffet † (15 de mayo de 1976 por sucesión-6 de septiembre de 1996 retirado)
- Jean-Pierre Bernard Ricard (6 de septiembre de 1996 por sucesión-21 de diciembre de 2001 nombrado arzobispo de Bordeaux)
- Guy Marie Alexandre Thomazeau (28 de agosto de 2002-3 de junio de 2011 renunció)
- Pierre-Marie Carré (3 de junio de 2011 por sucesión-9 de julio de 2022 retirado)
- Norbert José Henri Turini, desde el 9 de julio de 2022